# Zion (Illinois)

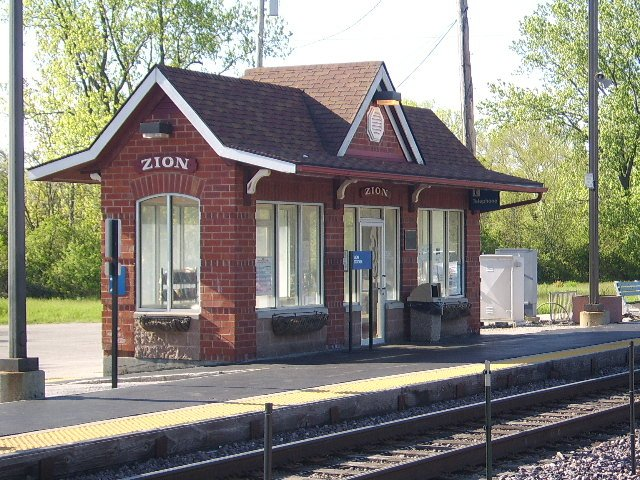
Zion METRA Station

Lage im Lake County

Zion ist eine Stadt im Lake County im Nordosten des US-amerikanischen Bundesstaates Illinois und Bestandteil der Metropolregion Chicago. Das U.S. Census Bureau hat bei der Volkszählung 2020 eine Einwohnerzahl von 24.655 ermittelt.

## Geografie
Zion liegt auf 42°327'12" nördlicher Breite und 87°50'25" westlicher Länge und erstreckt sich über 21,24 km², die ausschließlich aus Landfläche bestehen.
Zion liegt am Westufer des Michigansees. Bis zum Stadtzentrum von Chicago sind es rund 80 km in südlicher Richtung. Die Grenze zum benachbarten Bundesstaat Wisconsin liegt 5,8 km nördlich von Zion.
Benachbarte Kommunen sind Winthrop Harbor im Norden, Wadsworth im Westen, Gurnee im Südwesten und Waukegan im Süden.
Nach Milwaukee in Wisconsin sind es 72,7 km in nördlicher Richtung, Wisconsins Hauptstadt Madison liegt 176 km nordöstlich. Rockford, die drittgrößte Stadt von Illinois, liegt 120 km westlich von Zion.

### Verkehr
Durch Zion verläuft in nord-südlicher Richtung parallel zum Ufer des Michigansees die Illinois State Routes 137. Im Zentrum von Zion zweigt von dieser in westlicher Richtung die Illinois State Routes 173 ab.
Durch Zion verläuft die zum METRA-System gehörende und von der Union Pacific Railroad betriebene North Line, die die Stadt Kenosha in Wisconsin mit dem Stadtzentrum von Chicago verbindet. Mit Waukegan wird Zion durch die Buslinie 571 des öffentlichen Busunternehmens Pace verbunden.

## Geschichte
Zion wurde 1901 von John Alexander Dowie gegründet, einem Kongregationalisten und Gründer der Christian Catholic Apostolic Church. In den ersten Jahren war diese strenggläubige Kirche, die auch die Ansicht von der Scheibenform der Erde vertrat, die einzige Religionsgemeinschaft der Stadt.
Ab 1906 übernahm Dowies Nachfolger Wilbur Glenn Voliva die Führung der Gemeinde und errichtete eine streng an moralischen Grundsätzen der Religionsgemeinschaft ausgerichtete Theokratie in der Stadt. Über einen eigenen Rundfunksender wurden die Theorien der Gemeinschaft auch nach außen verbreitet.
In der Zeit der Great Depression kam die Wirtschaft in der Stadt zum Erliegen. Konkurrierende Kirchen erzielten Erfolge bei der Missionierung der Stadtbevölkerung. Das brach nicht nur die Monopolstellung der Christian Catholic Apostolic Church, sondern veränderte auch das politische Leben der Stadt.
1937 brannte das Gebäude der ersten Kirche nieder und wurde danach durch ein modernes Gebäude ersetzt. Das frühere Haus von John Alexander Dowie, ein repräsentatives Holzhaus mit 350 Zimmern, diente später als Krankenhaus. In den späten 1980er Jahren wurde dieses durch ein modernes Gebäude ersetzt.

## Demografische Daten
Bei der offiziellen Volkszählung im Jahr 2000 wurde eine Einwohnerzahl von 22.866 ermittelt. Diese verteilten sich auf 7.552 Haushalte in 5.558 Familien. Die Bevölkerungsdichte lag bei 1.076,7 Einwohnern pro Quadratkilometer. Es gab 8.112 Wohngebäude, was einer Bebauungsdichte von 382 Gebäuden je Quadratkilometer entsprach.
Die Bevölkerung bestand im Jahr 2000 aus 58,8 Prozent Weißen, 27,1 Prozent Afroamerikanern, 0,4 Prozent Indianern und 2,0 Prozent Asiaten und 7,8 Prozent anderen. 2,2 Prozent gaben an, von mindestens zwei dieser Gruppen abzustammen. 4,0 Prozent der Bevölkerung bestand aus Hispanics, die verschiedenen der genannten Gruppen angehörten.
33,2 Prozent waren unter 18 Jahren, 9,5 Prozent zwischen 18 und 24, 31,4 Prozent von 25 bis 44, 17,4 Prozent von 45 bis 64 und 8,4 Prozent 65 und älter. Das mittlere Alter lag bei 30 Jahren. Auf 100 Frauen kamen statistisch 94,3 Männer, bei den über 18-Jährigen 88,0.
Das mittlere Einkommen pro Haushalt betrug 45.723 US-Dollar (USD), das mittlere Familieneinkommen 50.378 USD. Das mittlere Einkommen der Männer lag bei 37.455 USD, das der Frauen bei 27.563 USD. Das Pro-Kopf-Einkommen belief sich auf 17.730 USD. Rund 10,1 Prozent der Familien und 11,9 Prozent der Gesamtbevölkerung lagen mit ihrem Einkommen unter der Armutsgrenze.

## Söhne und Töchter der Stadt
- Gordon Lindsay (1906–1973), Evangelist
- Richard Bull (1924–2014), Schauspieler
- Gary Coleman (1968–2010), Schauspieler